# Gintaras Beresnevičius
Gintaras Beresnevičius (Kaunas, 1961. július 7. – Vilnius, 2006. augusztus 6.) litván teológus, író, költő és publicista.

## Élete
1961. július 7-én született Kaunasban. 1979-ben fejezte be szülővárosában a 26. számú iskolát (ma Simonas Daukantas nevét viseli az intézmény). 1984-ben végzett a Vilniusi Egyetem történelem karán. A diploma megszerzése után 2 évig a Szovjet Hadseregben szolgált a páncélos erőknél. 1986 óta különféle egyetemeken dolgozott, 1993-ban doktorátust szerzett.
Számos tudományos könyv alkotója és szerkesztője. Az első litván posztmodernista regény szerzője. Több mint 100 tudományos cikket írt. A balti mitológia és a vallástörténet egyik legmélyebb ismerőjének tartották. Mintegy 500 publicisztikát, esszé-cikket, áttekintést és számos novellát jelentetett meg az irodalmi sajtóban. Rövid történeteiben megfigyelhető Danyiil Ivanovics Harmsz munkájának inspirációja.
2003-ban kiadott egy vallástudományi tankönyvet az iskolák 11. és 12. osztálya számára.
Halála előtti években a vilniusi egyetem vallástudományi központjában, valamint a Kulturális, Művészeti és Filozófiai Intézetben dolgozott. Tudományos eredményei és a Kaunasi Egyetemen tartott előadásainak népszerűsége ellenére nem kapta meg a professzori címet. A litvániai 2004. évi elnökválasztás során Kazimiera Prunskienė jelölését támogatta.
2006. augusztus 6-án halt meg tisztázatlan körülmények között. A hivatalos verzió szerint halálát szívelégtelenség okozta, és a rendőrség nem követett el hatalommal való visszaélést.

## Művei (válogatás)
- Dausos: pomirtinio gyvenimo samprata senojoje lietuvių pasaulėžiūroje (1990)
- Baltų religinės reformos (1995)
- Religijų istorijos metmenys (1997)
- Religijotyros įvadas (1997)
- Trumpas lietuvių ir prūsų religijos žodynas (2001)
- Ant laiko ašmenų (eseistika) (2002)
- Imperijos darymas: Lietuviškos ideologijos metmenys (2003)
- Eglė žalčių karalienė ir lietuvių teogoninis mitas (2003)
- Palemono mazgas. Palemono legendos periferinis turinys (2003)
- Lietuvių religija ir mitologija: sisteminė studija (2004)

## Fordítás
- Ez a szócikk részben vagy egészben  a   Gintaras Beresnevičius című orosz Wikipédia-szócikk ezen változatának fordításán alapul.  Az eredeti cikk szerkesztőit annak laptörténete sorolja fel. Ez a jelzés csupán a megfogalmazás eredetét és a szerzői jogokat jelzi, nem szolgál a cikkben szereplő információk forrásmegjelöléseként.
- Ez a szócikk részben vagy egészben  a   Gintaras Beresnevičius című lengyel Wikipédia-szócikk ezen változatának fordításán alapul.  Az eredeti cikk szerkesztőit annak laptörténete sorolja fel. Ez a jelzés csupán a megfogalmazás eredetét és a szerzői jogokat jelzi, nem szolgál a cikkben szereplő információk forrásmegjelöléseként.